# R.L. Lindquist

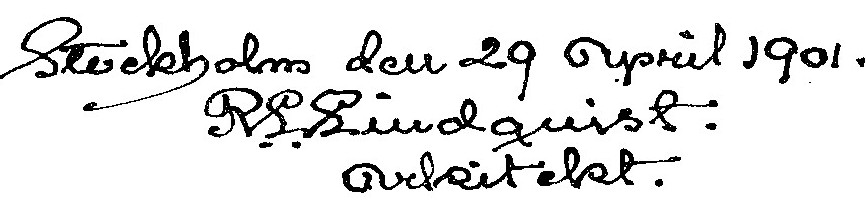
Lindquists namnteckning på en bygglovsritning från 1901.

Richard Leonard Lindquist, född 29 december 1858 i Stockholm, död där 1919, var en svensk arkitekt.
Han var ritchef hos Gustaf Wickman och därefter hos Wilhelm Klemming innan han startade egen verksamhet.
Han ritade bland annat bostadshus, exklusiva villor och stallet samt den östra tillbyggnaden av Münchenbryggeriet (1906-1909). Bland bostashus märks fastigheten Lägret 11 vid Riddargatan 49 som uppfördes 1890 - 1893. I Stocksund ritade han 1901 Lyckan 5 samt Villa Hexa. Den senare är en stor villa i historiserande stil med inslag av jugend. Byggherre var kammarherren Carl Eduard von Horn, som ledde Stockby AB (försäljningsbolaget för "Stocksunds Villaparker"). Villan har av Danderyds kommun klassats som ”omistlig”.
Ungefär samtidigt (1901-1902) som Villa Hexan tillkom Villa Dagaborg vid sjön Magelungen i Farsta strand. Dagaborg var ett av de allra första husen som uppfördes i Södertörns villastad.  Beställare var auditören August von Hedenberg och Lindquist skapade ett hus i jugendstil med lysande vita fasader.

## Verk i urval

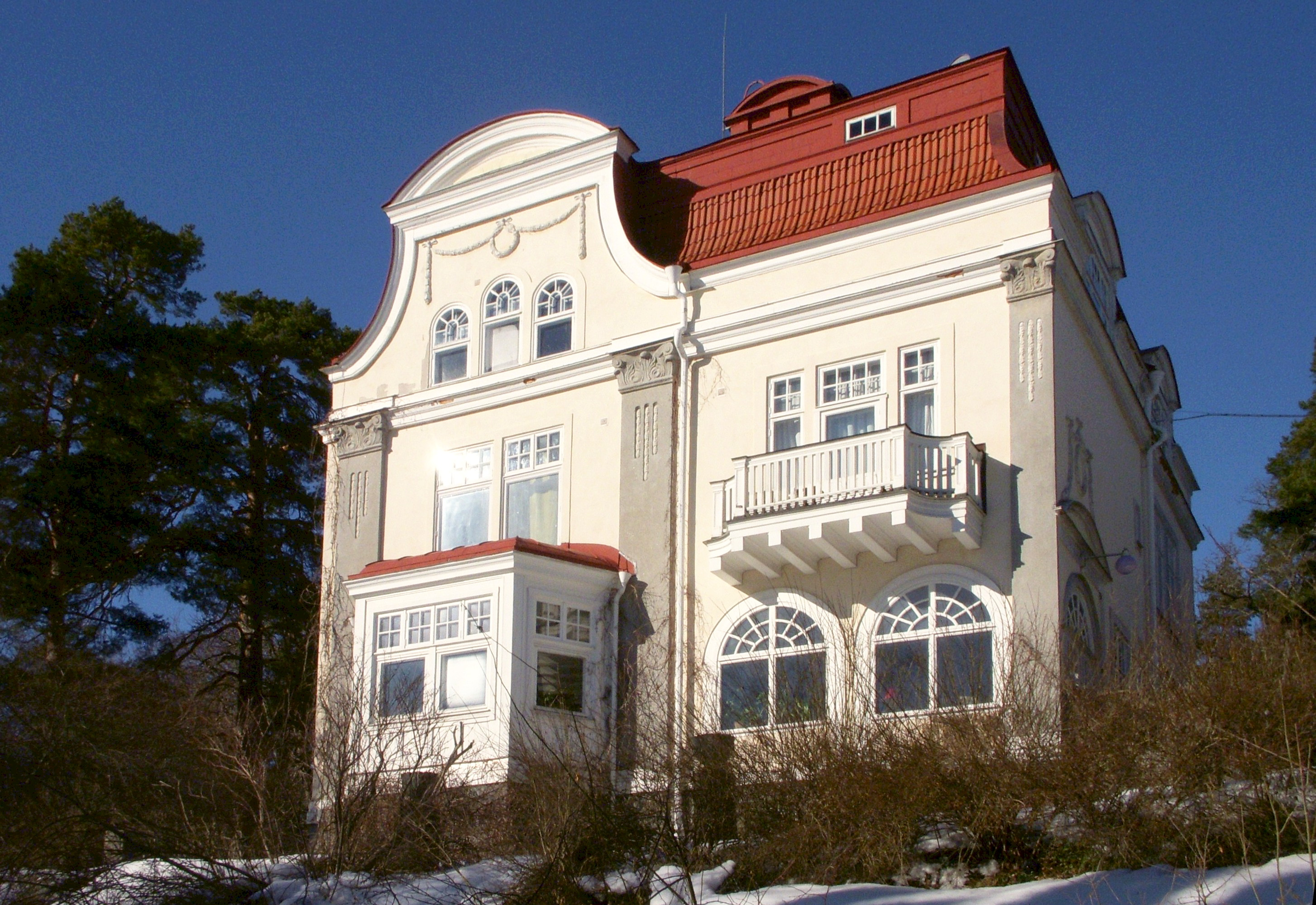
Villa Dagaborg (1901-1902)
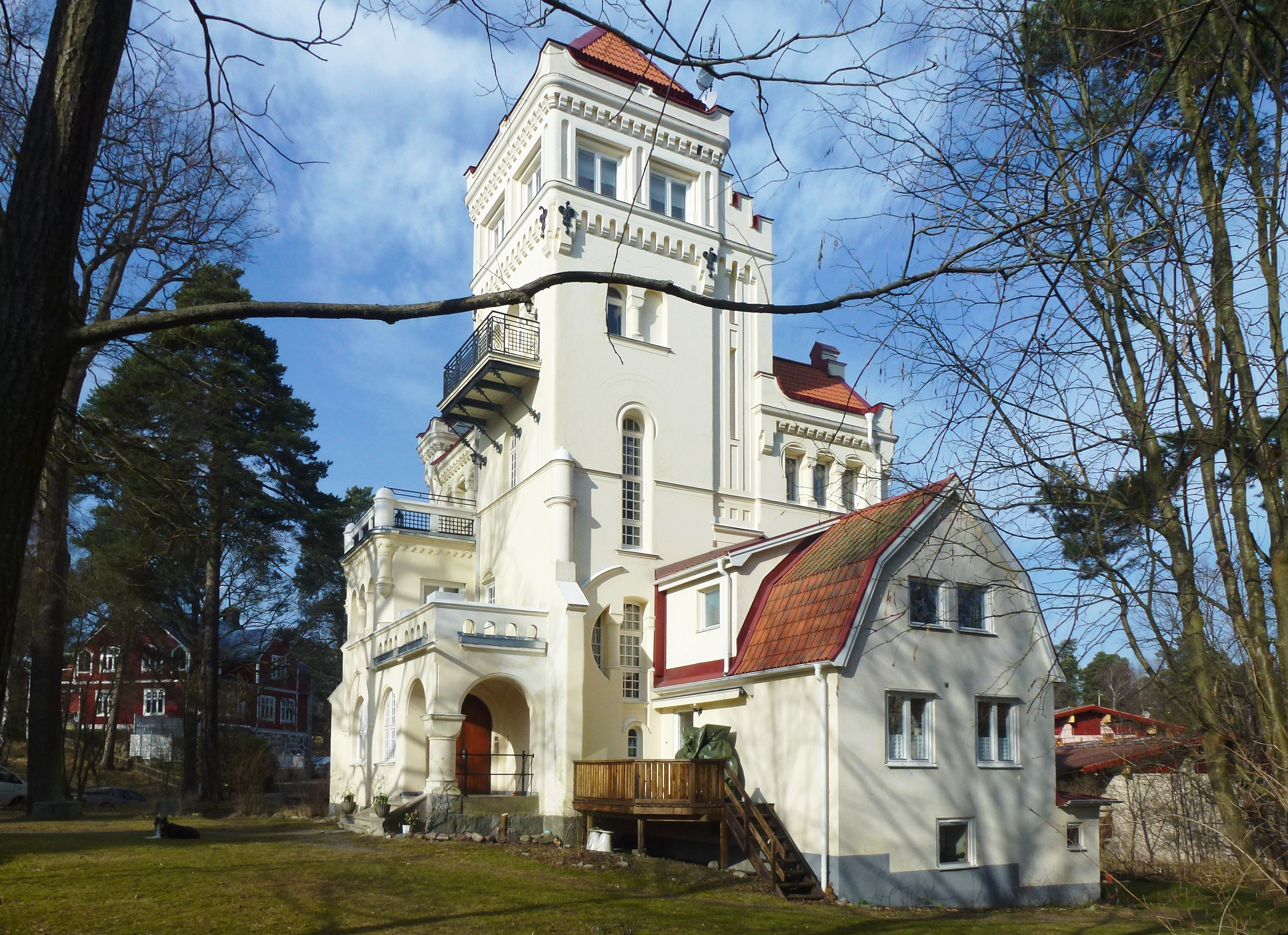
Villa Hexa (1901-1902)
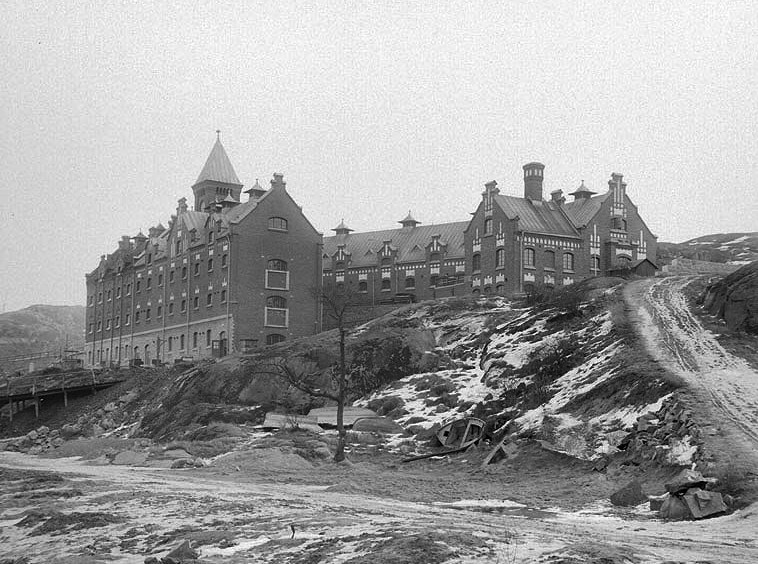
Münchenbryggeriets stall (1896)
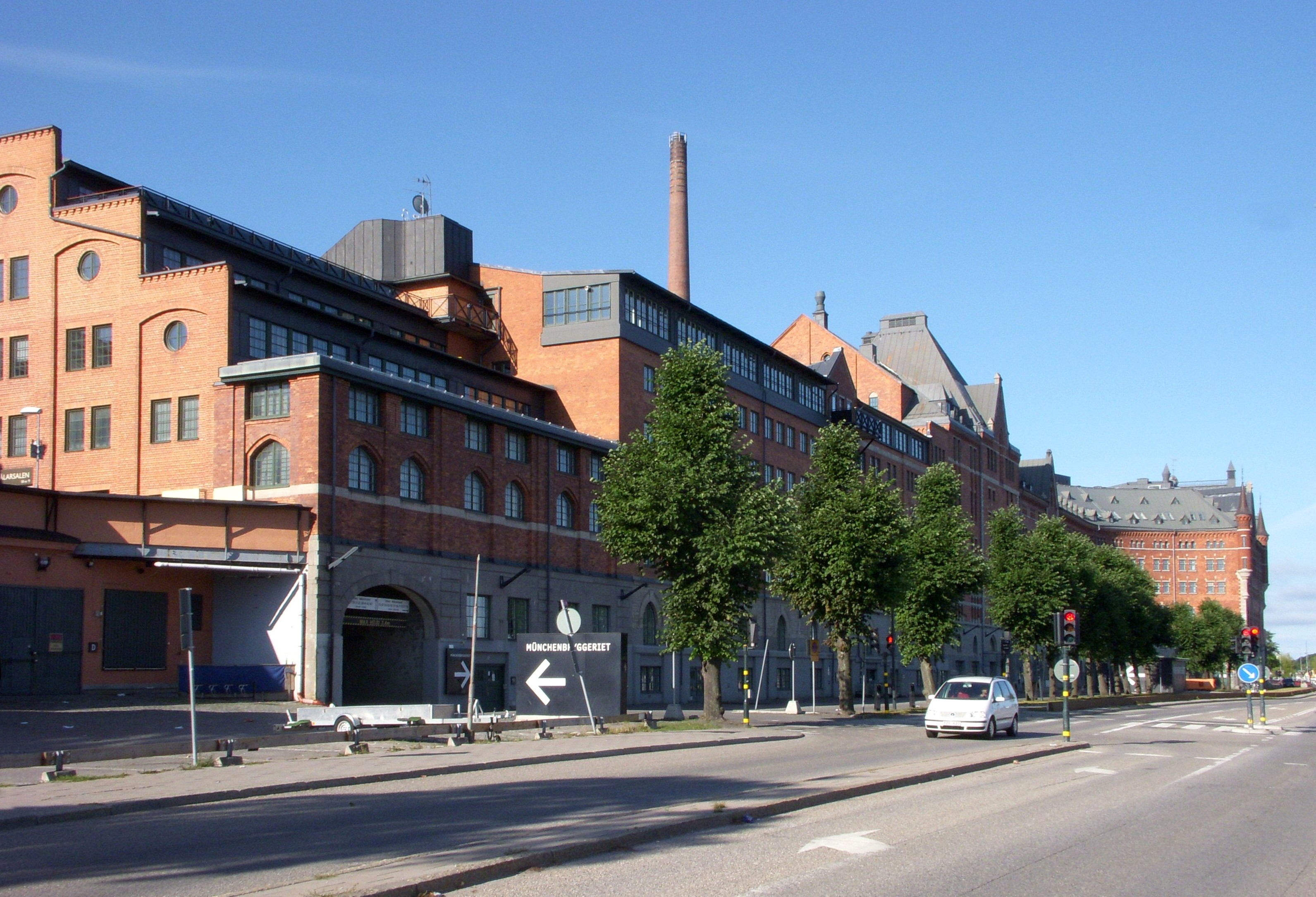
Münchenbryggeriets östra del (1906-1909)